# ليوبولد ستاف
ليوبولد ستاف, (بالبولندية: Leopold Henryk Staff)‏ ‏(14 نوفمبر 1878 - 31 مايو 1957) كان شاعر بولندي. واحد من أعظم الفنانين في الحداثة الأوروبية حصل مرتين على درجة الدكتوراه الفخرية من جامعات وارسو وكراكوف. كما تم ترشيحه لجائزة نوبل في الأدب من قبل نادي القلم الدولي. ممثل الكلاسيكية والرمزية في شعر بولندا الشابة، وكان مؤلفاً للعديد من القصائد الفلسفية التي تأثرت بفلسفةفريدريك نيتشه ، وأفكار النظام الفرنسيسكاني فضلاً عن مفارقات المسيحية.

## حياته
ولد ستاف في لفيف (سابقاً في القسم النمساوي, الآن لفيف في أوكرانيا) خلال فترة تقاسم بولندا. كان واحداً من ثلاثة أطفال لأب حلواني محلي من أصل تشيكي. . درس القانون والفلسفة في جامعة لفيف، وفي عام 1918 استقر في وارسو على أعتاب عودة بولندا إلى الاستقلال. توفي عن عمر يناهز 78 عامًا في سكاريسكو-كاميينا بعد فترة وجيزة من نهاية الستالينية في بولندا ما بعد الحرب، ودفن في وارسو في مقبرة باوزكي [الإنجليزية] الشهيرة.
كان ستاف ذا تأثير كبير في فترة ما بين الحربين، بما في ذلك الحياة الأدبية لجوليان تويم، أحد أشهر الشعراء في بولندا. شغل منصب نائب رئيس الأكاديمية البولندية للأدب منذ عام 1933، ومنذ عام 1949 سكن في وارسو. 

## مهنته الأدبية
يمكن تقسيم كتابات ستاف إلى ثلاث فترات: بولندا الصغرى حتى 1918 ، فترة ما بين الحربين (1918-1939) ، وبولندا بعد الحرب (بعد نهاية الحرب العالمية الثانية). 
في أوائل القرن العشرين، أصبح ستاف الشاعر البولندي الأكثر شهرة وتأثيرا. ووصف شعبيته بأنها تقاعد متواضع. وكان أيضا المثال الرئيسي للمجموعة البولندية من الشعراء التجريبيين التي تدعى سكاماندر (تأسست في عام 1918). في الخمسينيات، انتقل إلى كتابة شعر مرسل تماشياً مع الأهداف العليا الطليعية البولندية.
بعض من قصائده القصيرة المعروفة تشمل الجسر ("معظم") ، أسس وثلاثة مدن. 

## وصلات خارجية
- ليوبولد ستاف على موقع الموسوعة البريطانية (الإنجليزية)
- ليوبولد ستاف على موقع ميوزك برينز (الإنجليزية)
- ليوبولد ستاف على موقع ديسكوغز (الإنجليزية)